# Елізабет (Луїзіана)
Елізабет (англ. Elizabeth) — місто (англ. town) в США, в окрузі Аллен штату Луїзіана. Населення — 417 осіб (2020).

## Географія
Елізабет розташований за координатами 30°51′57″ пн. ш. 92°48′7″ зх. д. / 30.86583° пн. ш. 92.80194° зх. д. (30.865729, -92.801824).  За даними Бюро перепису населення США в 2010 році місто мало площу 4,28 км², з яких 4,26 км² — суходіл та 0,02 км² — водойми.

## Демографія
Згідно з переписом 2010 року, у місті мешкали 532 особи в 185 домогосподарствах у складі 141 родини. Густота населення становила 124 особи/км².  Було 216 помешкань (51/км²).
Расовий склад населення:
| - 97,2 % — білих - 2,1 % — корінних американців - 0,6 % — чорних або афроамериканців |

До двох чи більше рас належало 0,2 %. Частка іспаномовних становила 0,8 % від усіх жителів.
За віковим діапазоном населення розподілялося таким чином: 35,0 % — особи молодші 18 років, 54,7 % — особи у віці 18—64 років, 10,3 % — особи у віці 65 років та старші. Медіана віку мешканця становила 29,1 року. На 100 осіб жіночої статі у місті припадало 87,3 чоловіків;  на 100 жінок у віці від 18 років та старших — 85,0 чоловіків також старших 18 років.
Середній дохід на одне домашнє господарство  становив 46 546 доларів США (медіана — 40 577), а середній дохід на одну сім'ю — 50 475 доларів (медіана — 42 614). Медіана доходів становила 41 932 долари для чоловіків та 46 250 доларів для жінок. За межею бідності перебувало 20,9 % осіб, у тому числі 23,6 % дітей у віці до 18 років та 27,1 % осіб у віці 65 років та старших.
Цивільне працевлаштоване населення становило 198 осіб. Основні галузі зайнятості: освіта, охорона здоров'я та соціальна допомога — 23,2 %, виробництво — 12,6 %, публічна адміністрація — 12,1 %.